# Knightsville
Knightsville és una població dels Estats Units a l'estat d'Indiana. Segons el cens del 2000 tenia 624 habitants.

## Demografia
Segons el cens del 2000, Knightsville tenia 624 habitants, 208 habitatges, i 164 famílies. La densitat de població era de 236,2 habitants/km².
Dels 208 habitatges en un 33,7% hi vivien nens de menys de 18 anys, en un 65,4% hi vivien parelles casades, en un 11,5% dones solteres, i en un 20,7% no eren unitats familiars. En el 19,7% dels habitatges hi vivien persones soles l'11,1% de les quals corresponia a persones de 65 anys o més que vivien soles. El nombre mitjà de persones vivint en cada habitatge era de 2,61 i el nombre mitjà de persones que vivien en cada família era de 2,95.
Per edats la població es repartia de la següent manera: un 21,3% tenia menys de 18 anys, un 6,4% entre 18 i 24, un 25% entre 25 i 44, un 22,3% de 45 a 60 i un 25% 65 anys o més.
L'edat mediana era de 44 anys. Per cada 100 dones de 18 o més anys hi havia 75,4 homes.
La renda mediana per habitatge era de 38.417$ i la renda mediana per família de 40.481$. Els homes tenien una renda mediana de 28.750$ mentre que les dones 19.643$. La renda per capita de la població era de 14.123$. Entorn del 3,5% de les famílies i el 5% de la població estaven per davall del llindar de pobresa.

## Poblacions més properes
El següent diagrama mostra les poblacions més properes.